# Astelia nadeaudii
Astelia nadeaudii là một loài thực vật có hoa trong họ Asteliaceae. Loài này được Drake mô tả khoa học đầu tiên năm 1892.